# 角閃岩

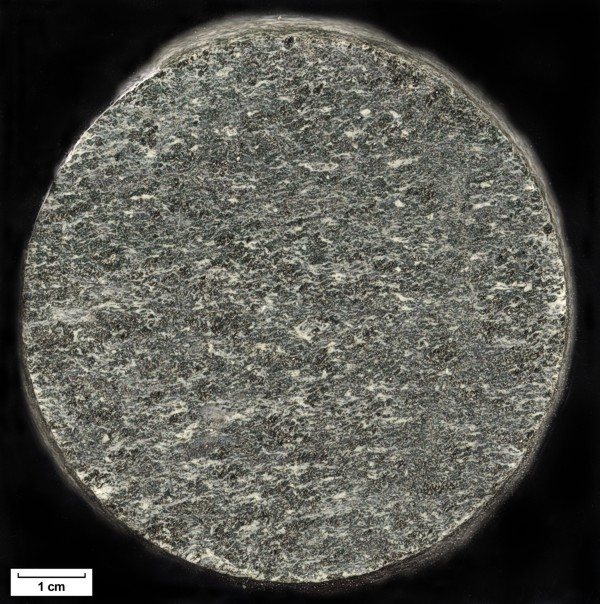
アメリカ合衆国マサチューセッツ州ケープコッド産出の角閃岩

角閃岩 （かくせんがん、amphibolite, hornblende schist）は、普通角閃石（hornblende）と斜長石(plagioclase)を主成分とする変成岩。塩基性の火成岩が変成作用を被ったとされる岩石。鉄ばん柘榴石を含むものはザクロ石角閃岩という。
なお、普通角閃石を主成分とする火成岩は、角閃石岩という。